# Maciel Monteiro
Antônio Peregrino Maciel Monteiro, 2e baron d'Itamaracá (30 avril 1804 - 5 janvier 1868) est un poète brésilien, orateur, diplomate, homme politique, journaliste et médecin. À l'Académie brésilienne des Lettres le fauteuil 27 porte son nom, de même que  le fauteuil 7 à l'Académie pernamboucaine des lettres (Academia Pernambucana de Letras) et le fauteuil 23 à l'Académie nationale de médecine (Academia Nacional de Medicina).

## Biographie
Il naquit à Recife, dans le Pernambouc, et était le fils de Manuel Francisco Maciel Monteiro (lui-même frère du précédent baron d'Itamaracá, Tomás Antônio Maciel Monteiro) et de Manuela Lins de Melo. Après des études préparatoires à Olinda, il se rendit en France en 1823, où il fut diplômé en médecine, en sciences et en lettres à l'Université de Paris. En 1829, il revient à Recife, où il exerce la médecine un court moment - il devait abandonner sa carrière médicale pour entrer en politique.
Il fut député provincial en 1833 et député national de 1834 à 1844, puis de nouveau de 1850 à 1853. Il fut également ministre des Affaires étrangères de 1837 à 1839. En cette qualité il négocia avec la France la délimitation de la frontière sur l'Oyapock, mais ce différend franco-brésilien ne prit fin qu'en 1900 avec le retrait des prétentions françaises et après des incidents qui avaient causé des morts. Il fut ensuite directeur de la Faculté de droit d'Olinda de 1839 à 1844. En qualité de journaliste, il travailla pour les journaux O Lidador, A Carranca et A União. En 1853, l'évolution de sa carrière diplomatique le conduisit à Lisbonne, où son action lui valut le titre de deuxième baron d'Itamaracá, dans un poste qu'il devait occuper jusqu'à sa mort, en 1868. Ses restes furent transférés au Pernambouc en 1870 et, en 1872, il fut enterré dans un mausolée construit à son intention, dans le quartier de Santo Amaro, à Recife.

## Œuvres
Des poèmes de Monteiro ont été publiés après sa mort en 1905 sous le titre (Poesias) Poésie.